# Dumitru Moraru
Dumitru „Țețe“ Moraru (* 8. Mai 1956 in Pantelimon) ist ein ehemaliger rumänischer Fußballspieler und derzeitiger -trainer. Der Torwart bestritt insgesamt 434 Spiele in der rumänischen Divizia A und der norwegischen Tippeligaen. Als Nationalspieler nahm er an der Fußball-Europameisterschaft 1984 teil.

## Karriere

### Verein
Moraru begann seine Karriere bei seinem Heimatverein Metalul Bukarest in der Divizia B, der zweithöchsten rumänischen Spielklasse. Bereits in seiner ersten Spielzeit, der Saison 1972/73, war er Stammspieler von Metalul und erreichte mit dem Klub das Halbfinale im rumänischen Pokal. Im selben Jahr verpasste er den Aufstieg nur knapp hinter Politehnica Iași. Nachdem auch in der folgenden Spielzeit der Aufstieg verfehlt worden war, erhielt er die Gelegenheit, zum rumänischen Spitzenklub Steaua Bukarest zu wechseln.
Bei Steaua gab Moraru am 25. August 1974 sein Debüt in der Divizia A. Als Nachfolger von Carol Haidu, der seine Karriere im Jahr 1974 beendet hatte, stand er im Konkurrenzkampf mit Vasile Iordache, ohne dass sich einer der beiden über einen längeren Zeitraum als Stammspieler behaupten konnte. Bevor Moraru den Verein im Jahr 1978 zum Lokalrivalen Sportul Studențesc verließ, konnte er in den Spielzeiten 1975/76 und 1977/78 die rumänische Meisterschaft gewinnen.
Mit Sportul konnte Moraru in der Divizia A zwar nicht an die Erfolge der Jahre zuvor anknüpfen, war aber unumstrittener Stammtorwart. In der Liga reichte es „nur“ zu Platzierungen im vorderen Mittelfeld, international konnte der Klub im Jahr 1979 den Balkanpokal für sich entscheiden.
Nach drei Jahren wechselte Moraru erneut zu einem nationalen Spitzenklub, als er sich im Jahr 1981 Dinamo Bukarest anschloss. Er konnte sich sofort als Stammtorwart behaupten. Mit seinem neuen Klub gewann er in den Jahren 1982, 1983 und 1984 die rumänische Meisterschaft sowie in den Jahren 1982, 1984 und 1986 den rumänischen Pokal. In den übrigen Spielzeiten musste er mit Dinamo hinter dem Rivalen Steaua zurückstehen.
Nachdem Moraru in der Saison 1988/89 seinen Stammplatz an Bogdan Stelea verloren hatte, verließ er im Jahr 1989 den Verein und wechselte zum Ligakonkurrenten AS Victoria Bukarest. Auch hier kam er nicht wie erwartet zum Zuge. Als der Klub infolge der rumänischen Revolution zu Beginn des Jahres 1990 von den neuen Machthabern aufgelöst worden war, wechselte er nach Norwegen zu Start Kristiansand. Dort beendete er nach Ende der Saison 1991 seine Karriere.

### Nationalmannschaft
Moraru bestritt 39 Spiele für die rumänische Fußballnationalmannschaft. Sein Debüt hatte er am 24. September 1975 im Freundschaftsspiel gegen Griechenland. Aufgrund der großen Konkurrenz im Kampf um den Platz im rumänischen Tor kam er im Laufe der Jahre nur unregelmäßig zum Einsatz. Während er sich zunächst mit Necula Răducanu und seinem Steaua-Teamkollegen Vasile Iordache duellierte, musste er sich später mit Gheorghe Cristian und Silviu Lung auseinandersetzen. In den Jahren 1982 und 1983 wurde er unter dem neuen Nationaltrainer Mircea Lucescu zum Stammtorwart und sicherte seinem Land die Qualifikation zur Europameister 1984 in Frankreich. Dort setzte Lucescu zunächst auf Lung, so dass Moraru nur im dritten Vorrundenspiel gegen Portugal zum Einsatz kam. In den nachfolgenden Jahren setzte sich zunehmend Lung durch und Moraru kam fast nur in Freundschaftsspielen zum Einsatz. Sein letztes Länderspiel bestritt er am 30. März 1988 gegen die DDR.

## Trainerkarriere
Nach seiner aktiven Laufbahn wurde Moraru Trainer im Jugendbereich des rumänischen Fußballverbandes. Unter Anghel Iordănescu war er zudem fünf Jahre lang Torwarttrainer bei der rumänischen Nationalmannschaft. Anschließend trainierte er die Torhüter bei Dinamo Bukarest und ab Januar 2001 unter Cosmin Olăroiu bei FC Național Bukarest. 2002 kehrte er zum Nationalteam zurück, doch als im Dezember 2004 Victor Pițurcă als Nachfolger von Anghel Iordănescu zum neuen rumänischen Nationaltrainer berufen wurde, brachte dieser seinen eigenen Trainerstab mit. Moraru war im Frühjahr 2005 für drei Monate Torwarttrainer bei der zweiten Mannschaft von Dinamo Bukarest und folgte dann gemeinsam mit vier weiteren rumänischen Betreuern Iordănescu zu al-Ittihad nach Saudi-Arabien. Im Januar 2006 wurde der Vertrag mit Moraru nach sechs Monaten vorzeitig aufgelöst und der Torwarttrainer kehrte nach Rumänien zurück. Dort übernahm er zunächst erneut Aufgaben im Jugendbereich des rumänischen Fußballverbandes, bevor er im Juli 2007 ein Angebot als Torwarttrainer der zweiten Mannschaft von Dinamo Bukarest annahm. Da die neuen Cheftrainer jeweils ihr eigenes Team von Assistenten mitbrachten, blieb er jedoch nur ein Jahr bei Dinamo. Später war Moraru als TV-Experte, bei Preisverleihungen und bei Altherrenspielen zu sehen. Seit 2011 ist er Torwarttrainer der rumänischen U15-, U16- und U18-Nationalmannschaften.

## Auszeichnungen
Am 25. März 2008 wurde Moraru vom rumänischen Staatspräsidenten Traian Băsescu für die Leistungen als Torwarttrainer der Nationalmannschaft mit dem Verdienstorden „Meritul sportiv“ III. Klasse ausgezeichnet. Er ist Meister des Sports und Verdienter Trainer.

## Erfolge
- EM-Teilnehmer: 1984
- Balkanpokal-Sieger: 1979
- Rumänischer Meister: 1976, 1978, 1982, 1983, 1984
- Rumänischer Pokalsieger: 1982, 1984, 1986
- Halbfinale im Europapokal der Landesmeister: 1984